# Suhodil, Sloveanoserbsk
Suhodil (în ucraineană Суходіл) este un sat în așezarea urbană Rodakove din raionul Sloveanoserbsk, regiunea Luhansk, Ucraina.

## Demografie
Componența lingvistică a localității Suhodil
     Ucraineană (50,51%)
     Rusă (48,99%)
     Alte limbi (0,51%)
Conform recensământului din 2001, majoritatea populației localității Suhodil era vorbitoare de ucraineană (50,51%), existând în minoritate și vorbitori de rusă (48,99%).